# HBO Max
HBO Max è un servizio di streaming video on demand statunitense gestita dalla divisione Global Streaming & Interactive Entertainment di Warner Bros. Discovery.
Il servizio è stato lanciato nella primavera del 2020. Attinge da tutte le proprietà di Warner Bros. Discovery insieme a fornitori di contenuti, di terze parti.
Casey Bloys, presidente della programmazione di HBO, sovrintende alla programmazione di HBO Max, mentre Kevin Reilly rimane come per HBO il direttore dei contenuti di HBO Max e si occupa di tutte le serie originali e contenuti della libreria. Andy Forssell, oltre ad essere il vicepresidente esecutivo e il direttore generale del servizio, riferisce al CEO Tony Goncalves di Otter Media, il quale guida lo sviluppo.

## Storia

Logo usato da HBO Max dal 2020 al 2023

Il 10 ottobre 2018, WarnerMedia ha annunciato che avrebbe lanciato un servizio di streaming alla fine del 2019, con contenuti dei suoi marchi di intrattenimento. Il piano originale per il servizio prevedeva tre offerte con un lancio verso fine 2019. Il presidente di AT&T e CEO Randall L. Stephenson, ha indicato a metà maggio 2019 che avrebbe usato il marchio HBO e che si sarebbe legato agli operatori via cavo poiché gli abbonati via cavo HBO potessero avere l'accesso al servizio streaming. La beta era prevista per il quarto trimestre del 2019, mentre il lancio ufficiale nel primo trimestre del 2020.
Nel maggio 2019, dopo che Brad Bentley, vicepresidente esecutivo e direttore generale dello sviluppo diretto al pubblico, uscì dalla carica dopo sei mesi, Otter Media si trasferì alla WarnerMedia Entertainment, nella Warner Bros., per gestire il servizio streaming. Andy Forssell si trasferisce dal ruolo di direttore operativo della Otter in sostituzione di Bentley come vicepresidente esecutivo e direttore generale, mentre invece riferisce ancora a Tony Goncalves, che guida lo sviluppo.
Il 9 luglio 2019, WarnerMedia ha annunciato che il loro prossimo servizio streaming si sarebbe chiamato HBO Max con lancio previsto per la primavera del 2020. Inoltre ha annunciato che Friends sarebbe stato rimosso dal servizio streaming rivale Netflix per il lancio e che aveva stretto degli accordi con la Hello Sunshine di Reese Witherspoon e Greg Berlanti per accordi produttivi a favore del nuovo servizio.

### Era Warner Bros. Discovery
Il 14 marzo 2022, dopo la fusione tra WarnerMedia e Discovery, Inc. in Warner Bros. Discovery, il CFO di Discovery Gunnar Wiedenfels ha dichiarato che la società intendeva perseguire un eventuale fusione di HBO Max con il proprio servizio di streaming Discovery+.
Nel luglio 2022, come parte di una mossa strategica e di risparmio di denaro post-fusione, è stato riferito che HBO Max aveva cessato lo sviluppo di nuove serie originali in vari territori dell'Europa, Francia e Spagna sono state in gran parte escluse da questi tagli.
Nello stesso mese, a seguito della cancellazione di “Gordita Chronicles”, è stato riferito che il servizio stava abbandonando anche lo sviluppo della programmazione live-action per bambini e famiglie.
Il 2 agosto 2022, è stata diffusa la notizia che i film in uscita “Max Original” Batgirl e Scoob!: Holiday Haunt sono stati bruscamente cancellati, nonostante fossero quasi completati. Il giorno dopo, è stato riferito che vari film e serie originali erano stati silenziosamente rimossi dal servizio nonché la cancellazione di prodotti che non hanno performato.
Durante una chiamata sugli utili il giorno successivo, il CEO di WBD David Zaslav ha dichiarato che la società avrebbe tagliato la programmazione per bambini e dato risalto alle uscite in sala. È stato anche rivelato che Discovery+ e HBO Max si sarebbero fuse entro primavera 2023.

### Rilancio come Max

Logo usato da Max dal 2023 al 2025

Nel febbraio 2023, il The Wall Street Journal ha riferito Discovery+ sarebbe rimasto un servizio streaming separato, anche dopo la nascita della nuova piattaforma. Durante la chiamata sugli utili di quel mese, Zaslav ha rivelato che WBD avrebbe annunciato ufficialmente il servizio l'aprile successivo.
Warner Bros. Discovery ha presentato ufficialmente Max in un evento stampa il 12 aprile 2023, con il lancio del servizio negli Stati Uniti previsto per il 23 maggio successivo.
Il 14 maggio 2025, viene annunciato che la piattaforma si sarebbe chiamata nuovamente HBO Max a partire dall'estate successiva.

## Contenuti
HBO Max presenta la programmazione originale prodotta per il servizio e trae contenuti dall'omonima rete HBO e da altre società WarnerMedia.
Con l'inizio della stagione televisiva 2019-2020, le serie trasmesse su The CW e prodotte da Warner Bros. Television che hanno debuttato con le nuove stagioni sono state trasferite su HBO Max un mese prima delle ultime anteprime della stagione. Reese Witherspoon e Greg Berlanti hanno entrambi firmato per accordi di produzione. WarnerMedia Entertainment ha indicato che il servizio avrebbe avuto al lancio circa 10.000 ore di contenuti.
Randall L. Stephenson, presidente e CEO di AT&T, non ha escluso l'aggiunta di contenuti dal vivo di Turner Sports in futuro (come l'NBA su TNT, la Major League Baseball su TBS e l'NCAA March Madness). Il 29 ottobre 2019 è stato confermato che il servizio in streaming includerà le sezioni notizie e sport dal 2021.
Il 1º agosto 2019, HBO Max ha annunciato l'acquisizione dei diritti delle librerie per diverse serie della BBC Studios, tra cui le prime 11 stagioni del revival di Doctor Who del 2005, nonché le future stagioni, The Honourable Woman, Luther, Top Gear e The Office. HBO Max pubblicherà in streaming anche le stagioni future di Doctor Who dopo la loro trasmissione su BBC America.
Il 17 settembre 2019, HBO Max ha acquisito i diritti di streaming di The Big Bang Theory, come parte di un accordo che estende anche i diritti off-network di TBS per le serie fino al 2028.
Il 17 ottobre 2019 è stato annunciato che HBO Max ha acquisito i diritti di streaming esclusivi sul catalogo dello studio di animazione giapponese Studio Ghibli, tramite il suo distributore nordamericano GKIDS.
Il 29 ottobre 2019, HBO Max ha rivendicato i diritti esclusivi di streaming domestico su South Park e le tre stagioni successive in un accordo condiviso con ViacomCBS. Lo stesso giorno, è stato confermato che tutte e tre le stagioni di Rick and Morty sarebbero state disponibili su HBO Max. Tramite l'account Twitter di HBO Max, è stato confermato che il servizio avrebbe pubblicato Aqua Teen Hunger Force, Robot Chicken, Space Ghost Coast to Coast, Samurai Jack, The Bachelor, Cattivissimi amici, The O.C., West Wing - Tutti gli uomini del Presidente, The History of Comedy, The Movies, This Is Life con Lisa Ling, United Shades of America e Anthony Bourdain: Parts Unknown, così come film come Casablanca, Quarto potere, Shining, A Star is Born, Cantando sotto la pioggia e 2001: Odissea nello spazio.
Il 20 maggio 2020 è stato annunciato che HBO Max avrebbe distribuito la director's cut di Zack Snyder del film Justice League.
Il 27 maggio 2020 va in onda la prima stagione del programma Legendary (produzione originale).
HBO Max include inoltre i podcast su film e programmi televisivi presenti sul servizio.
Oltre alle serie animate originali di HBO Max, sono state soprattutto acquisite dei corti classici dei Looney Tunes e di Hanna-Barbera e delle serie animate dagli anni 90 agli anni 2000: Batman, Tazmania, I favolosi Tiny, Animaniacs, Mignolo e Prof., Freakazoid!, I misteri di Silvestro e Titti, Le avventure di Superman, Baby Looney Tunes, Duck Dodgers, Loonatics Unleashed e The Looney Tunes Show, e quello degli anni 80: Thundercats.
Il 31 marzo 2021, il film Godzilla vs. Kong è diventato il contenuto più visto sulla piattaforma.

## Espansione territoriale
Le versioni localizzate di Max sono programmate per il lancio nel 2020 in America Latina e nel 2022 in alcune parti d'Europa dove HBO gestisce già direttamente servizi premium o over-the-top.
In Canada, il partner Bell Media (proprietaria dei servizi di televisione a pagamento Crave e SVOD) ha annunciato una collaborazione con WarnerMedia per i diritti sulla programmazione originale commissionata da Max e prodotta da Warner Bros. e dalle sue sussidiarie. L'accordo non include automaticamente i diritti delle serie HBO Max prodotte da terze parti, né i diritti di streaming delle librerie di serie televisive non realizzate da Crave. HBO aveva precedentemente confermato che "non ci sono piani in questo momento" per lanciare Max direttamente in Canada.
Nella maggior parte dei mercati europei in cui Sky opera, tra cui il Regno Unito, la Germania e l'Italia, Sky continuerà ad avere un accordo per avere la programmazione principale di HBO almeno fino al 2024, oltre alle varie programmazioni di Warner Bros. e dei precedenti canali Turner. Il rinnovo più recente di Sky include un accantonamento per coproduzioni tra HBO Max e Sky Studios, ma non vi è stata alcuna conferma specifica sui diritti di trasmissione di altri programmi originali Max. Con l'annunciata fusione tra Discovery+ e HBO Max, non è chiaro quale sarà il destino delle library in mano a Sky.
Alessandro Araimo, vicepresidente esecutivo e amministratore delegato di Warner Bros. Discovery per il Sud Europa ha confermato in un'intervista alla testata La Repubblica la previsione di lanciare il servizio streaming in Italia in tempo per le Olimpiadi invernali di Milano-Cortina 2026.